# جیسون کراویتز
جیسون کراویتز (به انگلیسی: Jason Kravits) (زاده ۲۸ مهٔ ۱۹۶۷) بازیگر آمریکایی است.
از فیلم‌های معروف او می‌توان به بازی در فیلم پازل چینی اشاره کرد.